# Castle Ashby
Castle Ashby est une paroisse civile et un village du Northamptonshire, en Angleterre.